# Euxoa sotnia
Euxoa sotnia là một loài bướm đêm trong họ Noctuidae.